# Casa Canyelles
La Casa Canyelles és un edifici al municipi de Vilafranca del Penedès inclòs en l'Inventari del Patrimoni Arquitectònic de Catalunya. Obra que s'inclou en el llenguatge popular del noucentisme, la Casa Canyelles va ser realitzada per l'arquitecte Santiago Güell i Grau. El projecte data del 16 de setembre de 1924 i va ser aprovat per l'Ajuntament el 7 d'octubre del 1924. El 10 de febrer de 1925 es realitzà un projecte de tanca aprovat el 18 de març del mateix any. Ambdós projectes es conserven a l'arxiu de l'Ajuntament de Vilafranca. Edifici entre mitgeres i cantoner. Té un jardí hort. És de planta baixa i la coberta és inclinada amb teula àrab. A la part posterior hi ha una galeria. Cal destacar els elements decoratius de la façana: rajoles blanques i blaves, boles de coronament i garlandes. Presenta fris i obertures de forma rectangular i amb llinda.